# Гордон, Стивен Дин
Стивен Дин Гордон  (англ. Steven Dean Gordon; род. 3 февраля 1969, Линвуд, штат Калифорния) — американский серийный убийца. Гордон совместно с сообщником Фрэнком Кано в период с 6 октября 2013 года по март 2014 года совершил серию из как минимум
4 убийств молодых девушек в городах Санта-Ана и Анахайм (штат Калифорния). Все жертвы являлись проститутками. Свою вину Стивен Гордон полностью признал. После ареста Гордон заявил о своей причастности к убийству еще одной девушки, таким образом настоящее количество жертв серийного убийцы осталось неизвестным. В 2017-м году Стивен Гордон был приговорен к смертной казни.

## Биография
Стивен Дин Гордон родился 3 февраля 1969 года на территории города Линвуд (штат Калифорния). Вскоре после его рождения, семья переехала в город Норвалк (штат Калифорния). Детство и юность Гордон провел в социально-неблагополучной обстановке. В детстве Стивен имел проблемы со здоровьем, благодаря чему из-за проблем с успеваемостью вынужден был пропустить один год обучения в школе. В школьные годы он не занимался спортом и был мало популярен в школе. Обладая низким ростом, Гордон периодически подвергался физическим нападкам других учеников, благодаря чему обладал статусом социального изгоя, вследствие чего ближе к окончанию школы демонстрировал чрезмерно агрессивную манеру поведения и признаки комплекса Наполеона. Гордон посещал школу «Santa Fe High School», которую окончил в 1988 году — в возрасте 19 лет. После окончания школы Стивен не стал получать дальнейшее образование и начал трудовую карьеру. Он устроился в парк развлечений «Диснейленд», где на протяжении нескольких лет работал разнорабочим в ресторанах быстрого питания, расположенных на территории парка. В этот период Стивен познакомился с коллегой по работе Ланай Льюис, которая впоследствии стала его женой. Гордон числился на хорошем счету в обществе, увлекался игрой в софтбол и в начале 1990-х начал выступать в местных соревнованиях по этому виду спорту в основном составе команды компании «Walt Disney Parks and Resorts».
В 1992 году сестра Гордона обвинила его в сексуальных домогательствах по отношению к своей дочери — племяннице Стивена. Он признал себя виновным по обвинению в растлении несовершеннолетних, но впоследствии заявил о своей непричастности к совершению этих действий. Гордон был признан виновным и получил в качестве уголовного наказания 15 месяцев лишения свободы. Будучи в тюрьме, Гордон настаивал на своей невиновности и угрожал своей сестре за дачу ложных обвинений. Впоследствии Стивен Гордон заявил, что признал себя виновным из-за своей девушки Ланай Льюис, которая была убеждена в его виновности и требовала от него признать себя виновным, угрожая ему расставанием. В 1993 году Гордон вышел на свободу. С целью наладить свою жизнь, в течение последующих лет он не был замечен в совершении правонарушений и вел законопослушный образ жизни. 22 февраля 1995 года он женился на Ланай Льюис, которая в 1997 году родила ему дочь Кайлу. С целью обеспечить своей семье социальное благополучие, Гордон в этот период работал на двух работах. В ночное время суток он работал почтальоном в газете «Orange County Register», а днем работал автомойщиком в одной из автомастерских, расположенных на территории Анахайма. В конце 1990-х Гордон перевез свою семью на территорию города Риверсайд, где нашел жилье. Несмотря на то, что в этот период он не был замечен в проявлении девиантного поведения, жена Гордона утверждала о том, что его психоэмоциональное состояние вследствие материальных и бытовых проблем стало ухудшаться. Согласно свидетельствам его жены, в этот период Стивен Гордон часто проявлял вспыльчивость, эмоциональную несдержанность и под влиянием внешних или внутренних факторов легко переходил в состояние крайней раздражительности, гнева, агрессии, угрожая покончить жизнь самоубийством и нанять профессионального киллера с целью собственного убийства и получения большой суммы материальных средств в качестве страховки. В 2001 году жена Гордона забрала их 4-летнюю дочь и ушла от него. Он подала на развод и обратилась в суд, после чего суд признал Гордона социально-опасной личностью и постановил ему запрет на приближение к членам его семьи в качестве применения меры защиты его бывшей жены и их дочери.
Через несколько месяцев после бракоразводного процесса, Гордон совершил несколько попыток возобновить отношения с Ланай Льюис, но каждый раз получал отказ, после чего совершил похищение ее и дочери. В августе 2001 года он сменил автомобильные номерные знаки на своем автомобиле и перекрасил его в бирюзовый цвет, после чего будучи незамеченным своей бывшей женой оказался возле церкви на территории Риверсайда, где на тот момент находилась она и их дочь. Он заманил дочь в свой грузовик обещанием предоставить конфеты, после чего угрожая бывшей жене ударом электрошокера — затолкал ее в кабину, связал и вставил ей кляп в рот, после чего увез их на территорию штата Невада, где через несколько дней Ланай Льюис усыпив бдительность Гордона — имитировала возобновление отношений, вследствие чего Стивен разрешил ей позвонить ее родителям, которые, в свою очередь после разговора с дочерью, узнав о ее местонахождении позвонили в полицию. После установления местонахождения Гордона, он был арестован и ему были предъявлены два пункта обвинений в совершении похищении человека. Его жена утверждала что после похищения в один из последующих дней Гордон изнасиловал ее, вследствие чего ему после ареста было также еще предъявлено обвинение в совершении изнасилования, но впоследствии из-за отсутствия доказательств это обвинение было с него снято. В апреле 2002 года Стивен Гордон был признан виновным по всем пунктам обвинения, после чего суд назначил ему в качестве уголовного наказания 10 лет лишения свободы.
В очередной раз Стивен Гордон вышел на свободу в феврале 2010 года, получив условно-досрочное освобождение. Однако его свобода была крайне ограничена, ему было запрещено приближаться к местности, где проживали его жена и дочь и в местах скопления детей. Гордон был обязан носить «GPS-браслет», по которому сотрудники правоохранительных органов отслеживали все его перемещения. После освобождения Стивен связался с Яном Паммелом, который являлся его начальником в период работы Гордона в автомастерской. Так как между ними за все время тюремного заключения Стивена — сохранились дружеские отношения, Паммел предоставил ему работу в малярно-кузовном цеху автомастерской, где Гордон вскоре познакомился с 23-летним Фрэнком Кано.
Кано, уроженец города Комптон, родился 22 июля 1986 года. Детство и юность Фрэнк провел в социально-неблагополучной обстановке. Также как и у Стивена Гордона — в детстве у Кано были выявлены проблемы со здоровьем. Он страдал хронической астмой и экземой кожи, благодаря чему часто подвергался физическим нападкам со стороны других детей в округе, которые подрывали его репутацию, распространяя слухи о том, что Фрэнк страдает заболеваниями, связанными со СПИДом.
В 2006 году Фрэнк был замечен в попытке растления своей 9-летней племянницы, после чего его родственники вызвали полицию. Согласно полицейским отчетам, на допросе Кано заявил сотрудникам правоохранительных органов о том, что мотивом совершения преступления послужила сексуальная неудовлетворенность, так как согласно его признаниям — он не пользовался популярностью среди представительниц женского пола и являлся девственником. В 2007 году он признал себя виновным в растлении девочки, после чего суд приговорил его к уголовному наказанию в виде 2 лет лишения свободы. Отбыв в тюремном заключении 16 месяцев, Фрэнк Кано получил условно-досрочное освобождение и вышел на свободу в октябре 2009 года. Также как и Стивен Гордон, после освобождения Фрэнк Кано был обязан носить GPS-браслет и ему было запрещено приближаться к местности, где проживали его родственники, благодаря чему некоторое время после освобождения он проживал в одном из мотелей, расположенных на территории Анахайма, счет за жилье в котором оплачивали его родители.
Несмотря на большую разницу в возрасте, Гордон и Кано вскоре стали близкими друзьями. Испытывая проблемы с жильем, Гордон ночевал в салоне своего внедорожника, после чего узнав о проблемах друга также предоставил Фрэнку место ночлега в своем автомобиле. Будучи безработным, Фрэнк часто посещал автомастерскую, где трудился Стивен и делился с ним своим обедом, который ежедневно привозили Фрэнку его родители. Ряд из коллег Гордона подозревали его в том, что его и Фрэнка связывают гомосексуальные отношения, однако Стивен это опровергал, настаивая на том, их связывают исключительно дружеские отношения. В 2012 году, Гордон и Кано сумели избавиться от своих GPS-браслетов, после чего сели на автобус и уехали в Лас-Вегас с целью отдохнуть и развлечься, где провели в конечном итоге две недели. Вскоре их местонахождение было установлено полицией и они были снова арестованы 8 мая того же года. Гордону было предъявлено обвинение в нарушении положений испытательного срока после освобождения, а Фрэнку Кано было предъявлено обвинение в нарушении условий условно-досрочного освобождения, после чего они были возвращены в тюрьмы, где в конечном итоге провели 8 и 10 месяцев лишения соответственно. Выйдя на свободу в 2013 году, Стивен Гордон и Фрэнк Кано снова стали проводить много свободного времени вместе и вследствие материальных трудностей и проблем с жильем стали вести бродяжнический образ жизни, после чего произошла серия убийств.

## Разоблачение
Стивен Гордон и Фрэнк Кано были арестованы 11 апреля 2014 года на территории Анахайма по обвинению в совершении серийных убийств. Расследование было начато 14 марта того же года после того, как в полицию Анахайма поступил звонок с одного из местных предприятий по утилизации отходов, сотрудники которого обнаружили труп женщины среди груды мусора на конвейерной ленте. Сотрудники правоохранительных органов в ходе расследования обнаружили на месте происшествия улики, свидетельствующие о том, что жертва, позже идентифицированная как 21-летняя Джарра Никколе Эстепп была убита. Полиция установила, что девушка прибыла на территорию штата Калифорния за несколько дней до своей смерти с территории штата Оклахома и была замечена в занятии проституцией. После этого следователи из полиции города Санта-Ана связались с полицией города Анахайм и начали совместное расследование по поводу исчезновений трех пропавших без вести женщин: жительниц Санта-Аны — 34-летней Жозефины Варгас и 28-летней Марты Анайи, которых в последний раз видели живыми 24 октября и 12 ноября 2013 года соответственно, и 20-летней Кианны Джексон, жительницы Лас-Вегаса, которая в последний раз была замечена живой в Санта-Ане 6 октября 2013 года.
В ходе расследования полицией были исследованы ряд предметов, обнаруженных на конвейерной ленте рядом с трупом Эстепп, которые предположительно были сброшены вместе с ней в мусорный контейнер. На использованном балоне с монтажной пеной были обнаружены отпечатки пальцы. В ходе криминалистическо-дактилоскопической экспертизы было установлено, что отпечатки пальцев принадлежали жителю Анахайма, который работал установщиком пластиковых окон. В день, когда предположительно труп Джарры Эстепп был сброшен в мусорный контейнер — этот человек занимался установкой окон на витрине магазина, расположенного рядом с автомастерской, где работал Стивен Гордон. В ходе просмотра базы данных лиц, совершивших сексуальные преступления и носящих устройства слежения в виде GPS-браслетов, следствие установило что Кано и Горджон находились в местах исчезновения всех четырех женщин в момент их исчезновения, а также рядом с мусорным контейнером, куда предположительно был сброшен труп Джарры Эстепп. Обвинение в совершении серии убийств было предъявлено Гордону и Кано на основании данных их GPS-браслетов и сигналов сотовых телефонов пропавших без вести женщин, которые показали что Гордон, Кано и их предположительные жертвы находились в одном и том же месте на момент исчезновения. Стивен Гордон и Фрэнк Кано свою причастность к исчезновениям женщин не признали. После их ареста полицией городов Анахайм и Санта-Ана были организованы поиски тел Жозефины Варгас, Марты Анайи и Кианны Джексон на городских свалках. По версии следствия, Гордон и Кано сбросили тела убитых ими девушек в тот же мусорный контейнер, однако впоследствии поисковая операция оказалась неудачной и тела Жозефины Варгас, Марты Анайи и Кианны Джексон так никогда и не были найдены.
В конце апреля 2014 года в ходе допроса, который продолжался более тринадцати часов, Стивен Гордон признался в совершении пяти убийств, однако имя пятой жертвы он вспомнить не смог и ее личность не была идентифицирована. Согласно свидетельствам Гордона — начиная с октября 2013 года он заманивал женщин, занимающихся проституцией в свой автомобиль, в котором на заднем сиденье находился Кано. В ходе поездки Гордон отвозил женщин на пустырь, расположенный недалеко от автомастерской, где он и Кано совершали на женщин нападение, в ходе которых подвергали их сексуальному насилию в извращенной форме, после чего убивали посредством удушения. Первоначально Гордон во время допроса предоставил детективам две версии развития событий, во время которых произошла серия убийств. Согласно первой версии Стивена, участие Фрэнка Кано в совершении преступлений сводилось к минимуму. Гордон настаивал на том, что совершение убийств носило назапланированный характер и Кано понятия не имел о том как будут развиваться события после того, как женщины оказывались в салоне их автомобиля.
Согласно второй версии, Гордон описал Кано как активного соучастника убийств. На этот раз Гордон пытался убедить следователей в том, что они совместно с Фрэнком исследовали различные районы Анахайма и Санта-Аны, где процветала проституция и другие виды секс-индустри, после чего анализировали методы совершения похищений и совершения убийств. Гордон признал, что их первой жертвой стала Кианна Джексон, которую они посадили в свой автомобиль на бульваре Харбор в Коста-Меса 6 октября 2013 года. Согласно его показаниям, Кано прятался на заднем сиденье, когда девушка оказалась в салоне автомобиле, после чего совершил на нее нападение, в ходе которого удерживал ее под угрозой оружия, пока они ехали в район города, где была расположена автомастерская, на территории которой работал Гордон. Стивен заявил, что после совершения изнасилования Джексон заметила на них GPS-браслеты, после чего он и Кано приняли решение ее убить. Он утверждал, что после совершения убийства, он и Кано в целях сокрытия следов преступления предприняли ряд мер по уничтожению улик, в ходе которых раздели труп убитой, тщательно помыли его, после чего уничтожили ее одежду и личные вещи. Второй жертвой преступников стала Жозефина Варгас. Гордон настаивал на том, что непосредственным инициатором похищения девушки стал Фрэнк Кано, так как Варгас не понравилась Стивену и он якобы всячески пытался отговорить друга от совершения преступлений в отношении Варгас. Третьей жертвой Гордона стала Марта Анайа. В изложении Гордона следовало, что они с Кано дважды пытались посадить ее в свою машину для оказания им интимных услуг, но Марта ответила отказом, что вызвало гнев Гордона. Он заявил, что после того, как им удалось ее посадить в автомобиль, между ними произошла ссора, в ходе которой он и Кано избили и задушили жертву. Стивен Гордон утверждал, что Марта Анайа оказала ожесточенное сопротивление своим убийцам, вследствие чего ей едва не удалось покинуть автомобиль.
Гордон заявил, что последнюю жертву 21-летнюю Джарру Никколе Эстепп он не планировал убивать, потому как испытывал по отношению к ней сильную симпатию. По словам Гордона, он предлагал Джарре Эстепп бросить занятия проституцией и стать его сожительницей, но она отказалась, после чего между ними произошла ссора, в ходе которой девушка с целью покинуть автомобиль Стивена обрызгала его лицо хлорацетофеном, после чего он совершил на нее нападение, в ходе которого изнасиловал ее и убил. Впоследствии его показания были подтверждены результатами ДНК-экспертизы, после того как генотипические профили Стивена Гордона и Фрэнка Кано совпали с генотипическими профилями ДНК, выделенных из биологических следов, обнаруженных не теле Джарры Эстепп. Кроме этого, другим доказательством послужила стенограмма текстовой переписки, которая была изъята из мобильных телефонов обвиняемых. Также Гордон признал тот факт, что тела убитых женщин как и тело Джарры Эстепп были сброшены им и Фрэнком Кано в мусорные контейнеры, которые располагались недалеко от автомастерской, где он работал. В конце ноября 2014 года на предварительных слушаниях Гордону и Кано официально были предъявлены обвинения.

## Суд
Судебные процессы над Гордоном и Фрэнком Кано проходили раздельно. Судебный процесс над Стивеном Гордоном открылся 16 ноября 2016 года. Он отказался от помощи адвоката, предоставленному ему государством для защиты на судебном процессе и решился самостоятельно защищать себя на суде. Незадолго до открытия судебного процесса, прокуратура округа Ориндж предложила ему заключить соглашение о признании вины. В обмен на признание вины в совершении серии убийств, прокуратура выражала согласие снять с него обвинения в совершении изнасилований и соглашалась не требовать для него уголовного наказания в виде смертной казни, но Стивен Гордон отказался от сделки. Основной доказательной базой обвинения на судебном процессе явились результаты ДНК-экспертизы биологических следов, найденных на теле Джарры Эстепп, компьютерные записи GPS-браслетов, содержащие сведения о перемещениях Гордона и Кано, а также распечатка текста обмена сообщений между обвиняемыми, в которых Гордон и Кано обсуждали личности девушек, занимающихся проституцией, методы похищения и совершения убийств. На судебном процессе Гордон отказался от своих первоначальных признательных показаний и заявил о своей невиновности. Однако он не прилагал особых усилий своей защиты и в начале декабря, на одном из судебных заседаний неожиданно полностью признал свою вину. Стивен Гордон выступил с критикой руководителей отделов по условно-досрочного освобождению и пробации, сотрудники которых по его мнению небрежно исполняют свои обязанности. Во время суда Гордон подал ходатайство о вызове в суд своих бывших офицеров по условно-досрочному освобождению и пробации, которое было удовлетворено. Во время дачи показаний в суде, офицеры по пробации отрицали тот факт, что небрежно относились к выполнению своих прямых обязанностей, в то время как Гордон это опровергал и обвинил их в недостаточном контроле над ним самим, вследствие чего он продолжал совершать правонарушения, находясь на свободе и ему было позволено общаться с Фрэнком Кано, осужденным за совершение сексуальных преступлений, что противоречило правилам и положениям условно-досрочного освобождения.
15 декабря того же года вердиктом жюри присяжных заседателей Стивен Гордон был признан виновным по всем пунктам обвинения. Во время оглашения вердикта Гордон сохранил хладнокровие и никак не реагировал на происходящие события в зале суда.
21 декабря 2016 года после 24 часов обсуждения, жюри присяжных заседателей рекомендовало суду назначить Стивену Гордону в качестве уголовного наказания смертную казнь. Стивен Гордон выразил похвалу членам жюри присяжных заседателей за их вердикт, не стал просить снисхождения у суда и заявил о раскаянии в содеянном. Он попросил прощения у родственников своих жертв и негативно отозвался в адрес своего сообщника Фрэнка Кано, заявив что Кано также заслуживает за совершенные деяния уголовного наказания в виде смертной казни.
3 февраля 2017 года суд приговорил Стивена Дина Гордона к смертной казни, после чего он был этапирован для исполнения наказания в камеру смертников тюрьмы Сан-Квентин. Во время вынесения приговора, члены семей убитых им женщин сделали ряд эмоциональных заявлений, после чего Гордон расплакался и в очередной раз попросил у них прощения. Ряд членов семей погибших заявили журналистам после окончания судебного процесса о том, что не поняли мотива совершения убийств. Мать жертвы Джарры Эстепп, Джоди Эстепп-Пьер, в свою очередь заявила, что ее не тронули извинения серийного убийцы. Стивен Дин Гордон стал 750-м человеком на территории штата Калифорния, приговоренным за совершения преступлений к смертной казни.
В апреле 2017 года, полицией Анахайма предположительно была идентифицирована личность 5-й жертвы Стивена Гордона, в убийстве которой он признался в апреле 2014 года сразу после его ареста. Гордон заявил, что девушка как и предыдущие жертвы серийного убийцы являлась проституткой и добровольно села в его автомобиль на территории города Комптон, согласившись оказать ему сексуальные услуги в обмен на материальную плату. Согласно свидетельствам Гордона, жертвой являлась молодая афроамериканка, невысокого роста, обладавшая астеническим телосложением, которая находилась в возрасте приблизительно 20 лет, имела черные волосы и ряд татуировок на своем теле. Стивен Гордон утверждал что убийство было совершено в середине февраля 2014 года. В ходе расследования следствие проверило отчеты о пропавших без вести девушек, описание внешности которых совпадало с описанием внешности убитой Гордоном девушки. В конечно итоге жертва была предположительно идентифицирована как 19-летняя Сейбл Александрия Пикетт, которая пропала без вести в Комптоне 14 февраля 2014 года. По словам родственников девушки, Сейбл Пикетт в 2013 году окончила школу «Compton High School» и планировала завербоваться в армию США, но ей было отказано, после чего она ушла из дома и была замечена в занятии проституцией.